# Wautoma, Wisconsin
Wautoma este sediul comitatului Waushara, statul Wisconsin, Statele Unite ale Americii.